# Johann II Bernoulli
Johann II Bernoulli o Jean II Bernoulli (Basilea, 18 maggio 1710 – Basilea, 17 luglio 1790) è stato un matematico svizzero.
Fu il più giovane dei tre figli di Johann Bernoulli.
Studiò giurisprudenza e matematica e, dopo un viaggio in Francia, fu per 5 anni professore universitario nella sua città natale. Alla morte di suo padre gli succedette come professore di matematica. Per tre volte vinse il premio dell'Académie Royale des Sciences di Parigi. Gli argomenti con cui vinse i premi furono: l'argano, la propagazione della luce e il magnetismo. Ebbe una profonda amicizia con Pierre Louis Maupertuis, che morì nella sua casa di Basilea mentre stava rientrando a Berlino. Johann Bernoulli morì nel 1790.
I suoi due figli, Johann e Jakob, sono gli ultimi famosi matematici della famiglia Bernoulli.